# Mária Littomeritzky
Mária Éva Littomeritzky (Tatabánya, Hungría, 12 de mayo de 1927 - Budapest, Hungría, 24 de diciembre de 2017) fue una nadadora especializada en pruebas de estilo mariposa. Fue medalla de bronce en 100 metros mariposa durante el Campeonato Europeo de Natación de 1954.
Fue campeona olímpica de 4x100 metros libres durante los Juegos Olímpicos de Helsinki 1952, tras nadar las series eliminatorias.

## Palmarés internacional
| Juegos Olímpicos               | Juegos Olímpicos     | Juegos Olímpicos  | Juegos Olímpicos |
| Año                            | Lugar                | Medalla           | Prueba           |
| ------------------------------ | -------------------- | ----------------- | ---------------- |
| 1952                           | Helsinki (Finlandia) | Medalla de oro    | 4 × 100 m libre  |
| Campeonato Europeo de Natación |                      |                   |                  |
| Año                            | Lugar                | Medalla           | Prueba           |
| 1954                           | Turín (Italia)       | Medalla de bronce | 100 m mariposa   |